# Helen O’Connell (Medizinerin)

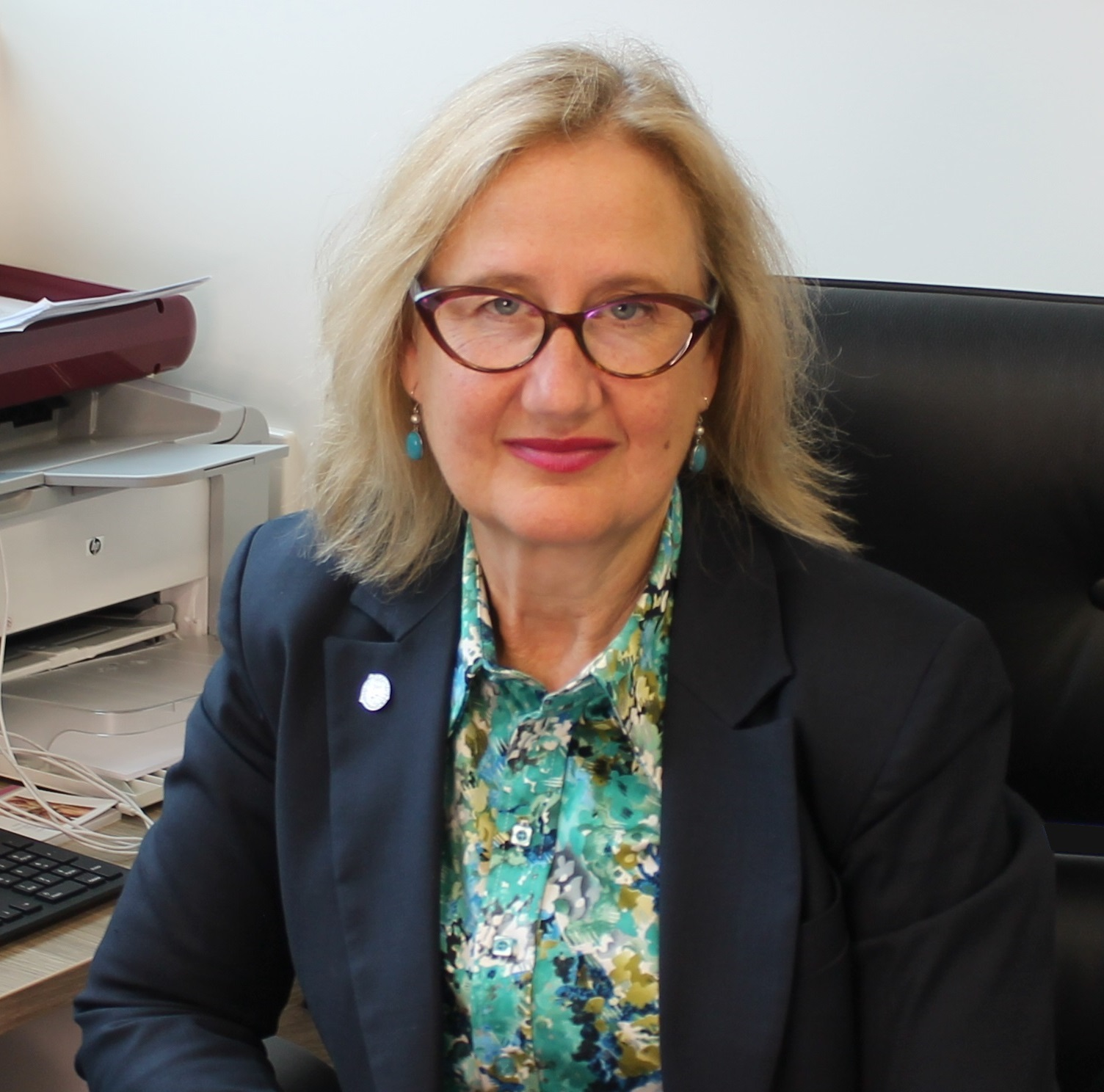
Helen O’Connell 2020

Helen O’Connell AO (* 3. April 1962) ist eine australische Urologin, Professorin für Chirurgie an der University of Melbourne und seit 2016 Direktorin der urologischen Abteilung des Western-Health-Krankenhausverbundes im australischen Bundesstaat Victoria.

## Beruflicher Werdegang
1994 schloss O’Connell ihre Ausbildung an der Universität Melbourne als Australiens erste urologische Chirurgin ab.
Von 1994 bis 1995 wurde sie von dem Experten für Neuro-Urologie und Urologie, Edward J. McGuire, in Houston, Texas, ausgebildet. 1997 erwarb sie einen Masterabschluss für ein Projekt über weibliche Dranginkontinenz. 2004 schloss sie an der University of Melbourne, am Royal Melbourne Hospital und am Melbourne Private Hospital mit einem Doktortitel in Medizin auf dem Gebiet der weiblichen Beckenanatomie ab. O’Connell war zwischen 2005 und 2014 Direktorin des Royal Australasian College of Surgeons (RACS) und von 2005 bis 2010 gewählte Direktorin der Urological Society of Australia and New Zealand. In den Jahren 2007 bis 2009 war sie Vorsitzende des Vorstands für chirurgische Forschung des College. Ihr klinischer und Forschungsschwerpunkt liegt auf der chirurgischen Behandlung von Problemen des unteren Harntrakts, insbesondere Inkontinenz und Obstruktion des Blasenschließmuskels. 2019 wurde sie zur Direktorin der Tagung der International Continence Society ernannt, die 2021 in Melbourne stattfinden soll.
1998 publizierte Helen E. O’Connell Untersuchungsergebnisse über die weitverzweigte tieferliegende Struktur der Klitoris und 2005 im Journal of Urology den Artikel „Anatomie der Klitoris“. Eine multiplanare Darstellung der Klitorisanatomie mithilfe der Magnetresonanztomographie (MRT) im lebenden Zustand ergänzte das Sektionsmaterial und zeigte, dass die erektilen Vorhofschwellkörper ein Teil der Klitoris sind und dass die Urethra und die Vagina, obwohl sie keinen erektilen Charakter haben, eng verwandte Strukturen sind, die mit der Klitoris ein Gewebecluster bilden, das der Ort der weiblichen Sexualfunktion und des Orgasmus ist. Unter anderem berichtete das Wissenschaftsmagazin New Scientist über ihre Untersuchungsergebnisse. 2010 gelang es O’Connell, erstmals eine stimulierte Klitoris in einem 3D-Bild darzustellen und ihre mehr als 15.000 Nervenenden im Beckenbereich zu zeigen.
Helen O’Connell hat mehrere Forschungsprojekte zum weiblichen Genitalsystem durchgeführt. Daraus resultieren fünf Veröffentlichungen in Form von Artikeln, zu denen auch ihre 2005 verteidigte Dissertation „Review of the Anatomy of Clitoris“ gehört. Zur Veranschaulichung des historisch niedrigen Frauenanteils in den medizinischen Wissenschaften und insbesondere auf dem Gebiet der Urologie wird in der Biographie von Helen O’Connell gleich zu Beginn erwähnt, dass sie 1993 die erste Urologin in Australien wurde. O’Connells Ziel war es, durch Erkenntnisse aus der Chirurgie unser Wissen über die weibliche Beckenanatomie einschließlich des Urogenitaltrakts mit den Geschlechtsorganen zu verbessern.
Im Jahr 2003 war sie wissenschaftliche Beraterin für den Dokumentarfilm „The Clitoris, the Great Unknown“ (Die Klitoris, die große Unbekannte), in dem sie auch ein Interview gab. In dem Zusammenhang verwies O’Connell auf ein anatomisches Lehrbuch, das sie während ihres Studiums in den 1980er Jahren benutzte. Sie sagte, dieser Eindruck sei für sie zur Motivation geworden, sich auf dieses Gebiet zu konzentrieren, denn es gab darin keine Beschreibung der Klitoris, obwohl es ein ganzes Kapitel über den Mechanismus der Erektion gab mit Informationen über die Neuroanatomie und die vaskuläre Versorgung des Penis, ohne dass jemals die Klitoris erwähnt wurde. Später bei Praktika im Operationssaal fiel ihr auf, dass bei chirurgischen Eingriffen an Männern der Erhaltung der sexuellen Funktion besondere Aufmerksamkeit geschenkt wurde, während die Erhaltung der sexuellen Funktion bei Eingriffen an Frauen eher zufällig schien. Sie sagte, es hätte damals kein verfügbares Handbuch über die Nerven und die Blutversorgung der Klitoris gegeben.

## Publikationen
- Helen E. O’Connell, Edward J. McGuire, Sherif Aboseif, Akihiro Usui: Transurethral collagen therapy in women. In: The Journal of urology, 1995, Seite 1463–1465.
- Laurence M. Harewood, Laurence K. Cleeve, Helen E. O’Connell, Alavn J. Pope, Michael G. Vaughan, Dinesh Agarwal: Transurethral needle ablation of the prostate (TUNA): clinical results and ultrasound, endoscopic, and histologic findings in pilot study of patients in urinary retention. In: Journal of endourology, 1995, Seite 407–412.
- Edward J. McGuire, Helen E. O’Connell: Surgical treatment of intrinsic urethral dysfunction. Slings. In: The Urologic Clinics of North America, 1995, Seite 657–664.
- H. D. Flood, S. J. Malhotra, H. E. O’Connell, M. J. Ritchey, D. A. Bloom, E. J. McGuire: Long‐term results and complications using augmentation cystoplasty in reconstructive urology. In: Neurourology and urodynamics, 1995, Seite 297–309.
- E. J. McGuire, R. D. Cespedes, Helen E. O’Connell: Leak-point pressures. In: Urologic Clinics, 1996, Seite 253–262.
- S. R. Aboseif, H. E. O’Connell, A. Usui, E.J. McGuire: Collagen injection for intrinsic sphincteric deficiency in men. In: The Journal of urology, 1996, Seite 10–13.
- Edward J. McGuire, R. Duane Cespedes, Cindy A. Cross, Helen E. O’Connell: Videourodynamic studies. In: Urologic Clinics, 1996, Seite 309–321.
- Helen E. O’Connell, John M. Hutson, Colin R. Anderson, Robert J. Plenter: Anatomical relationship between urethra and clitoris. In: The Journal of urology, 1998, Seite 1892–1897.
- J. L. Morgan, Helen E. O’Connell, E. J. McGuire: Is intrinsic sphincter deficiency a complication of simple hysterectomy? In: The Journal of urology, 2000, Seite 767–769.
- Megan A. Rees, Helen E. O’Connell, Robert J. Plenter, John M. Hutson: The suspensory ligament of the clitoris: connective tissue supports of the erectile tissues of the female urogenital region. In: Clinical Anatomy: The Official Journal of the American Association of Clinical Anatomists and the British Association of Clinical Anatomists, 2000, Seite 397–403,
- M. Sherburn, J. R. Guthrie, E. C. Dudley, Helen E. O’Connell, L. Dennerstein: Is incontinence associated with menopause? In: Obstetrics & gynecologym, 2001, Seite 628–633.
- Helen O’Connell, K. V. Sanjeevan, J. M. Hutson: Anatomy of the clitoris. In: The Journal of urology, 2005, Seite 1189–1195.
- Helen O’Conell, John Ol DeLancey: Clitoral anatomy in nulliparous, healthy, premenopausal volunteers using unenhanced magnetic resonance imaging. In: The Journal of urology, 2005, Seite 2060–2063.
- Helen O’Connell, Kalavamparan V. Sanjeevan: Anatomy of female genitalia. In: Goldstein, I., Meston, C., Davis, S. R, and Traish, A. Women’s Sexual Function and Dysfunction. Study, Diagnosis and Treatment. London: Taylor & Francis. 2006. Seite 105 ff.
- Helen O’Connell, Norm Eizenberg, Marzia Rahman, Joan Cleeve: The anatomy of the distal vagina: towards unity. In: The journal of sexual medicine, 2008, Seite 1883–1891.
- Damon P Eisen, Ian R Fraser, Linda M Sung, Moira Finlay, Scott Bowden, Helen O’Connell: Decreased viral load and symptoms of polyomavirus-associated chronic interstitial cystitis after intravesical cidofovir treatment. In: Clinical Infectious Diseases, 2009, Seite e86-e88.
- Vincent Tse, Jennifer King, Caroline Dowling, Sharon English, Katherine Gray, Richard Millard, Helen O’Connell, Samantha Pillay, Jeffrey Thavaseelan: Conjoint Urological Society of Australia and New Zealand (USANZ) and Urogynaecological Society of Australasia (UGSA) Guidelines on the management of adult non‐neurogenic overactive bladder. In: BJU international, 2016, Seite 34–47.[12]

## Auszeichnungen
Der Weltverband für sexuelle Gesundheit (WAS) verlieh O’Connell 2007 mit der Goldmedaille die höchste Auszeichnung in Anerkennung ihrer Forschung.